# Кто работает, тот потерян
Кто работает, тот потерян (итал. Chi lavora è perduto) — дебютный полнометражный фильм 30-летнего Тинто Брасса, вышедший на экраны в 1963 году.

## Сюжет фильма
Действие фильма происходит в Венеции, Италия . Герой фильма — 27-летний Бонифацио (персонаж был назван по имени новорождённого сына Брасса) — чертёжник, который недавно окончил учёбу и получил предложение работать в крупной фирме. В крупной фирме он работать не хочет под впечатлением от просмотра «Работы» (Il Posto, 1961) Эрманно Ольми и наутро после экзаменов бродит по улицам Венеции, встречаясь с друзьями и знакомыми, многие из которых — левые активисты. У него есть время вспомнить жизнь: любовь к Габриэлле, войну, партизан, своего старого приятеля Клаудио, который всегда относился к работе как к чему-то полезному…